# Sammul Chan Kin-Fung
Sammul Chan Kin-Fung  (4 mei 1978) is een Hongkongse TVB acteur en werd geboren als Chan Yan-Yiu (陳恩耀). Hij heeft in behalve TVB-series ook in series uit Volksrepubliek China en een paar films gespeeld. Hij spreekt Standaardkantonees, Standaardmandarijn en Engels. Chan Kin-Fung heeft twee oudere zussen en is protestant. Hij heeft vroeger op Chan Shu Kui Memorial School form 1 gedaan, op Pui Ching Middle School form 2 tot 5 en op Sheng Kung Hui St. Benedict's School form 6 en 7.

## Filmografie
- M Hai Cha Yan 吾係差人 - film (1999)
- Witness To A Prosecution (1999)
- Incurable Traits (2000)
- Reaching Out (2000)
- The heaven sword and dragon sabre - film (2000)
- Phantom Call - movie (2001)
- From Ashes to Ashes - movie (2001)
- The Avengine Fist - movie (Standaardkantonese nasynchronisatie) (2001)
- Shadow - movie (2002)
- The White Flame (2002)
- The Irresistible Piggies - film (2002)
- Survivor's Law (2003)
- Triumph in the Skies (2003)
- Point of No Return (2003)
- Man Suddenly in Black - movie (2003)
- The Vigilante In The Mask(2004)
- ICAC Investigators 2004 (2004)
- Wong Fei Hung Master Of Kung Fu (2004)
- The Academy (2005)
- Guts Of Man (2005)
- When Rules Turn Loose (2005)
- Color of the Loyalty - film (2005)
- Ha Yat Yau Ching Yuen 夏日友情缘 - film (2005)
- Bar Benders (2006)
- Maidens' Vow (2006)
- The Price of Greed (2006)
- On The First Beat/The Academy II (2007)
- Legend of Chu Liu Xiang - serie uit Volksrepubliek China (2006)
- The Last Princess - serie uit Volksrepubliek China (2007)
- Survivor's Law II (2007)
- 200 Pounds Beauty - film (Standaardkantonese nasynchronisatie) (2007)
- The Four (2008)
- The Academy III (2008)

- Gemeinsame Normdatei: 125574068X
- International Standard Name Identifier: 0000 0000 5346 3149
- Library of Congress Control Number: no2006104619
- Virtual International Authority File: 2228981
- WorldCat: E39PBJgxmf63yhPGv4bYwd8jYP